# Jocelyn Jee Esien
Jocelyn Jee Esien (n. Hackney, Reino Unido, 7 de mayo de 1979) es una actriz, escritora y comediante británica. Es conocida por su papel protagónico en la serie Little Miss Jocelyn.

## Biografía

### Inicios
Esien asistió a la escuela Raine's Foundation School y en un principio se decidió por estudiar derecho, antes de abandonarlo para poder estudiar artes dramáticas, graduándose de la Guildhall School of Music and Drama. Su debut se produjo al aparecer en la serie de la BBC 3 Non-Blondes, apareciendo también en otras series como The Fast Show y The Bill. En 2006, escribió y protagonizó su propio show de comedia llamado Little Miss Jocelyn. Este espectáculo fue el primero en la historia de la televisión -ya sea en los EE. UU. o en el Reino Unido- en el que una mujer de color tuviera su propio programa de comedia en solitario.

### Carrera
En el 2008, apareció como la madre del protagonista Clyde Langer, en la segunda temporada de la serie The Sarah Jane Adventures. En 2010, Esien volvió a repetir su papel de Carla en otros dos episodios de la serie, así como en otro de la quinta temporada. Entre enero y febrero del 2013, apareció en la obra One Monkey Don't Stop No Show escrita por el dramaturgo estadounidense Don Evans, en Londres.
Sus otros trabajos en la TV incluyen, la comedia dramática Autumn Leaves, Some Girls, Uncle Max, After You've Gone, Holby City, The Lenny Henry Show, Ed Stone Is Dead, Comedy Nation, The Fast Show, Douglas, The Bill y en la película televisiva In The Name of Love. También ha hecho numerosas apariciones en el escenario.